# 毛瑟
毛瑟（德語：Mauser）是一個德國的槍械製造商，是1874年5月23日開始生產旋轉後拉式槍機步槍的著名品牌，早期業務主要為德國軍隊提供槍械，現在變成民用槍械的生產商。
1867年德国毛瑟两兄弟——保罗·毛瑟与威廉·毛瑟參考法國的夏塞波步槍，改良設計出「毛瑟1871型步槍」，使用11×60mm黑火藥銅殼子彈，這把步槍於1871年擊敗巴伐利亞雲達 M1869步槍；11.15×60mmR），被普魯士采用为標準的制式步枪。並命名為Gewehr-71式步槍，这是歷史上第一種毛瑟步槍。大多数的旋转后拉式枪机都是根据毛瑟兄弟所设计的原理来设计的。

## 簡史
毛瑟公司前身為德意志帝國統一前，德意志萊茵聯邦內的符騰堡王國首位國王腓特烈一世，於1811年在位於現德國西南部黑森林的内卡河畔奥伯恩多夫設立的皇家兵工廠。該廠於1812年正式投入運作，當時僱用的工人只有133名。
其後該廠展轉落入德裔工業家毛瑟兄弟（保罗·毛瑟及其兄威廉·毛瑟）手中。毛瑟兄弟自少已經跟從其父，在該皇家兵工廠工作。1867年，毛瑟兄弟參考法國的夏塞波步槍，改良設計出「毛瑟1871型步槍」，供應普魯士（及統一後的德意志帝國）。由於這款步槍遠比法軍所用的夏塞波步槍先進，因而在普法戰爭後，成為德意志帝國步兵的標準裝備（德軍內部稱Gewehr 71或Infanterie-Gewehr 71步槍，並在該型步槍上印上「I.G.Mod.71」字樣）。而毛瑟公司亦從此成為生產步槍的著名品牌，直到今天。

## 收購

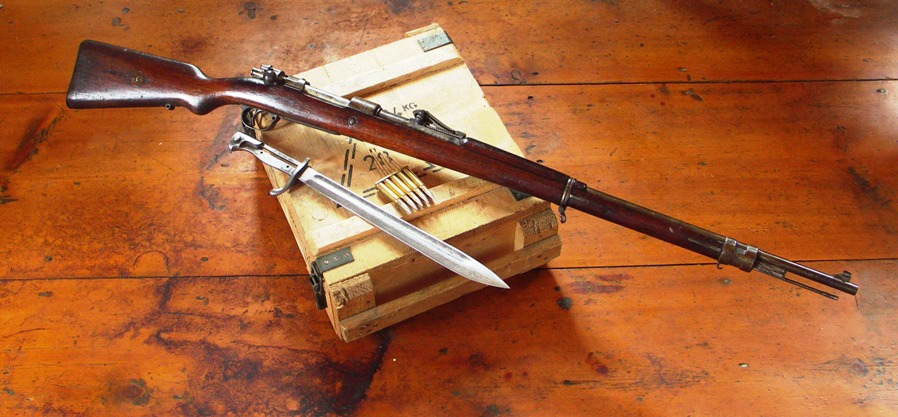
毛瑟 M1898；Gewehr-98

毛瑟公司於1990年代被萊茵金屬收購後，再分拆成「毛瑟狩獵武器有限公司」（Mauser Jagdwaffen GmbH）並繼續生產各种步槍。